# Iglesia de la Asunción (Castrillo de Duero)
La iglesia de Nuestra Señora de la Asunción es un templo de culto católico ubicado en la parte más alta de Castrillo de Duero (Valladolid).

## Descripción

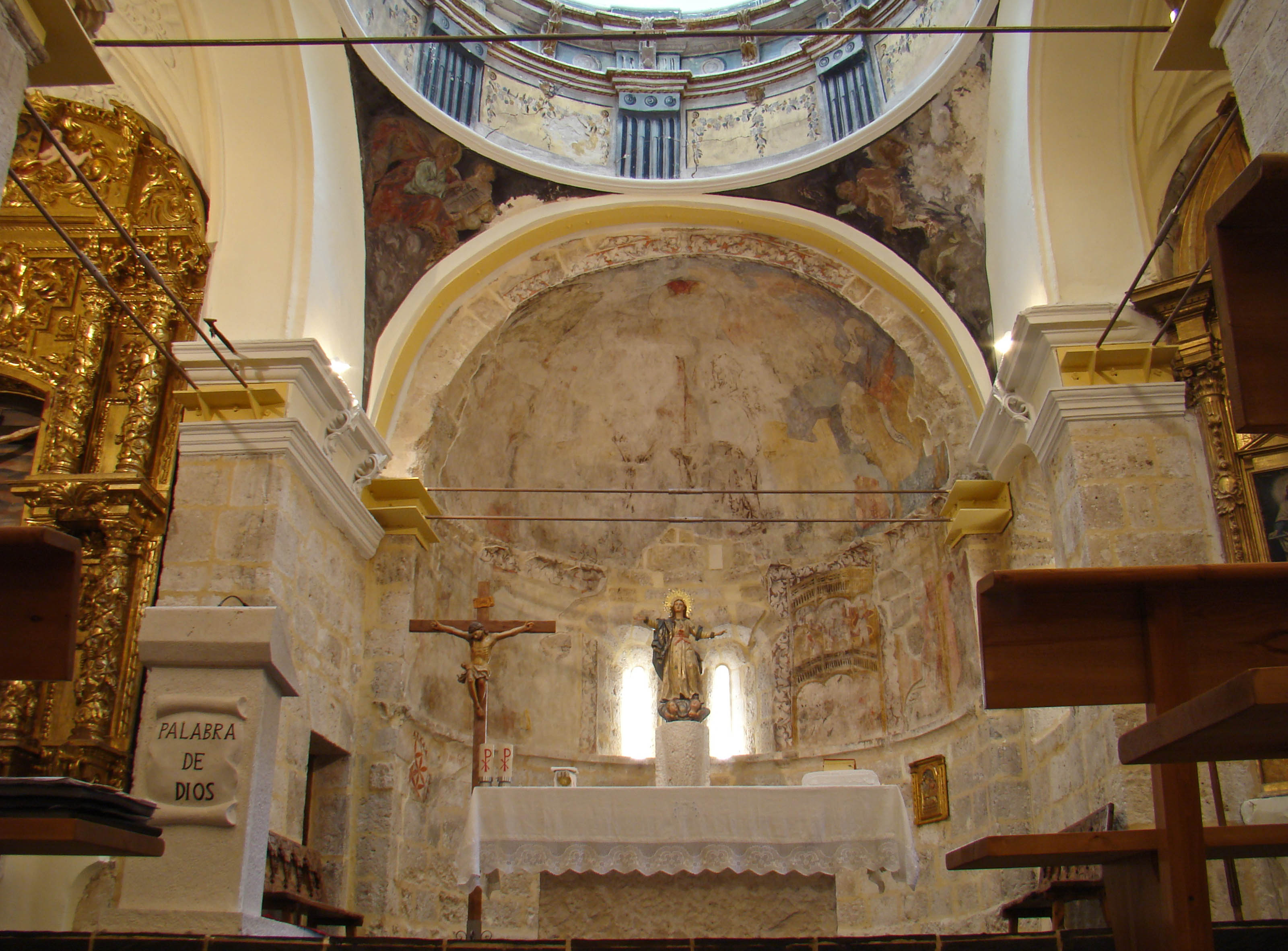
Altar mayor, con las pinturas al fresco

Se trata de una edificación construida en la segunda mitad del siglo XII, aunque únicamente conserva de ese período la cabecera románica, perteneciendo el resto del templo al barroco. Dicha cabecera, rectangular en el exterior y semicircular en el interior, cuenta con dos ventanas. Las tres naves que componen el templo se encuentran divididas por pilares que sostienen arcos de medio punto.
Su fábrica es de piedra, posee bóvedas de cañón y destaca el crucero con cúpula y linterna, proyectada al exterior con un chapitel.
El retablo mayor, de estilo rococó, fue realizado por el escultor Roque Muñoz entre 1602 y 1605. Desmontado de su lugar original tras una restauración en la que aparecieron pinturas al fresco en el altar mayor, en su hornacina central alberga una imagen de la Asunción de la Virgen de finales del siglo XVIII.